# لويس خيمينيز باريرا
لويس خيمينيز باريرا (بالإسبانية: Luis Raúl Jiménez Barrera)‏ (30 يناير 1987 بسانتياغو في تشيلي - ) هو لاعب كرة قدم تشيلي في مركز الوسط. لعب مع ديبورتيس ميليبيلا ونادي كوبريسال ويونيون لا كاليرا.

## وصلات خارجية
- لويس خيمينيز باريرا على موقع قاعدة بيانات كرة القدم.إي يو (الإنجليزية)
- لويس خيمينيز باريرا على موقع Soccerway.com (الإنجليزية)